# Flachfeuergeschütz

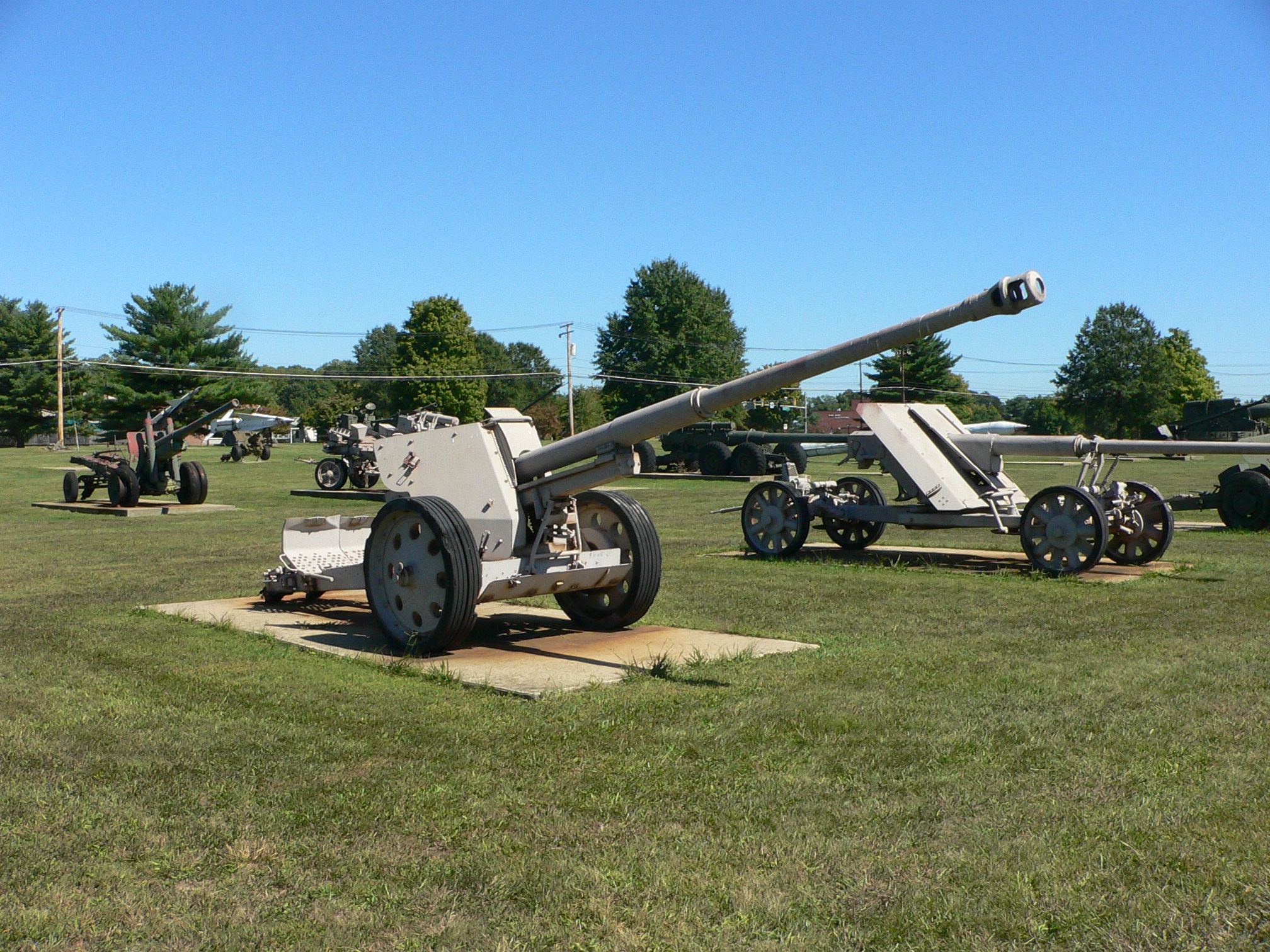
Typisches Flachfeuergeschütz 8,8-cm-PaK 43

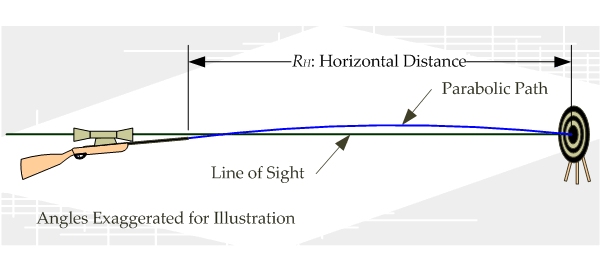
Direkter Schuss: Visierlinie und flach gestreckte Flugbahn

Flachfeuergeschütze oder Flachbahngeschütze sind Geschütze, die wie Feldgeschütze hauptsächlich für direktes Feuer auf Ziele konstruiert wurden, zu denen Sichtkontakt besteht. 

## Beschreibung
Der Name rührt von der in der Regel flachen Flugbahn der Geschosse bei typischen Einsatzdistanzen.
Die Geschosse von Flachfeuergeschützen werden meist mit möglichst hoher Anfangsgeschwindigkeit abgefeuert. Um die hohen Anfangsgeschwindigkeiten zu erzielen, besitzen Flachfeuergeschütze lange Rohre mit einem festen Aufbau und verwenden meist starke Ladungen.

## Abgrenzung
Im Gegensatz dazu sind Steilfeuergeschütze in erster Linie für indirektes Feuer mit stärker gekrümmten Geschossbahnen ausgelegt. 